# 周監
周監（1415年—？），字文郁，江西吉安府安福縣人，民籍，明朝政治人物。進士出身。

## 生平
江西鄉試第八名。景泰二年（1451年）辛未科會試第一百名，殿試登進士第二甲第三十五名。

## 家族
曾祖周齊謙。祖父周志霄。父亲周加勉。